# Nahia Aparicio
Nahia Aparicio Jaular (Tolosa, Guipúzcoa, 7 de enero de 2004) es una futbolista española. Juega en la posición de defensa central en la Real Sociedad en la Primera División Femenina de España.

## Trayectoria
Nahia empezó a jugar al fútbol desde muy temprana edad. Sus primeros pasos como futbolista fueron en el equipo de su localidad, el Tolosa CF, de donde también salió su actual compañera en la Real Nerea Eizagirre. Allí permaneció desde 2016 hasta 2020, jugando las tres primeras temporadas con el equipo juvenil y la última ya con el senior con apenas 16 años de edad. 
Fue en ese verano de 2020 cuando firmó por la Real Sociedad que ya tenía grandes informes de la jugadora. Las tres primeras temporadas las pasó con el equipo filial, dando muestra de sus grandes condiciones y logrando el ascenso en la temporada 2022-2023 a la 2º RFEF, tercera categoría del fútbol femenino español. 
Fue precisamente durante esa temporada cuando debutó con el primer equipo. Natalia Arroyo la hizo debutar en la Primera División Femenina de España el 22 de abril de 2023 en el partido correspondiente a la jornada 26 de la Liga F ante el Valencia disputado en Zubieta. Sustituyó a Ane Etxezarreta y disputó los últimos diez minutos de un partido que acabó con un 4-0 favorable al conjunto realista. Esa temporada acabó jugando dos partidos más, uno de ellos ante el Real Madrid.
Para la siguiente temporada, la 2023-2024, ascendió de manera definitiva al primer equipo luciendo el dorsal 4. Gracias a sus grandes actuaciones y a la confianza de Natalia Arroyo, acabó haciéndose fija en las alineaciones del equipo formando una gran pareja de centrales junto a la colombiana Manuela Vanegas. Fue pieza clave del equipo que consiguió repetir final de la Copa de la Reina, aunque en esta ocasión cayeron por un contundente 8-0 ante el Barcelona en el Estadio de La Romareda.

## Selección nacional
Como internacional, Nahia ha ido quemando etapas poco a poco y ha sido internacional en todas las categorías inferiores. 
En 2024, disputó la Copa Mundial Femenina de Fútbol Sub-20 de 2024 con la selección sub-20 disputado en Colombia. Aunque cayeron en cuartos de final ante la sorprendente Japón, Apari fue pieza clave en el torneo, ya que disputó todos los partidos e incluso fue capaz de anotar un gol ante Marruecos.

## Clubes
| Club            | País   | Año         |
| --------------- | ------ | ----------- |
| Tolosa C.F      | España | 2016 - 2020 |
| Real Sociedad B | España | 2020 - 2023 |
| Real Sociedad   | España | 2023 - act. |